# Segalar Albigès
El Segalar Albigès (Segalar albigés en occità) és un Parçan o comarca d'Occitània situada al Llenguadoc.
El Ségala (en occità lo Segalar, de Segalar: terra de sègol) és una regió geològica natural del Massís Central, que s'estén a l'oest del departament francès de l'Avairon i al nord del departament del Tarn.
Segons la proposta de divisió territorial d'Occitània del diari Jornalet, basada en l'obra de Frederic Zégierman Le Guide des pays de France, el Segalar estaria dividit en tres Parçans o «comarques» d'Occitània:
- a la regió històrica del Llenguadoc, subregió de l'Albigés: el Segalar Albigès i el Carmaucí

- a la regió històrica de la Guiena, subregió del Roergue: el Segalar Roergat

Oficialment, els municipis del Segalar Albigès i de tot l'Albigès estan ubicats en el departament francès del Tarn.